# Carlo Emilio Gadda

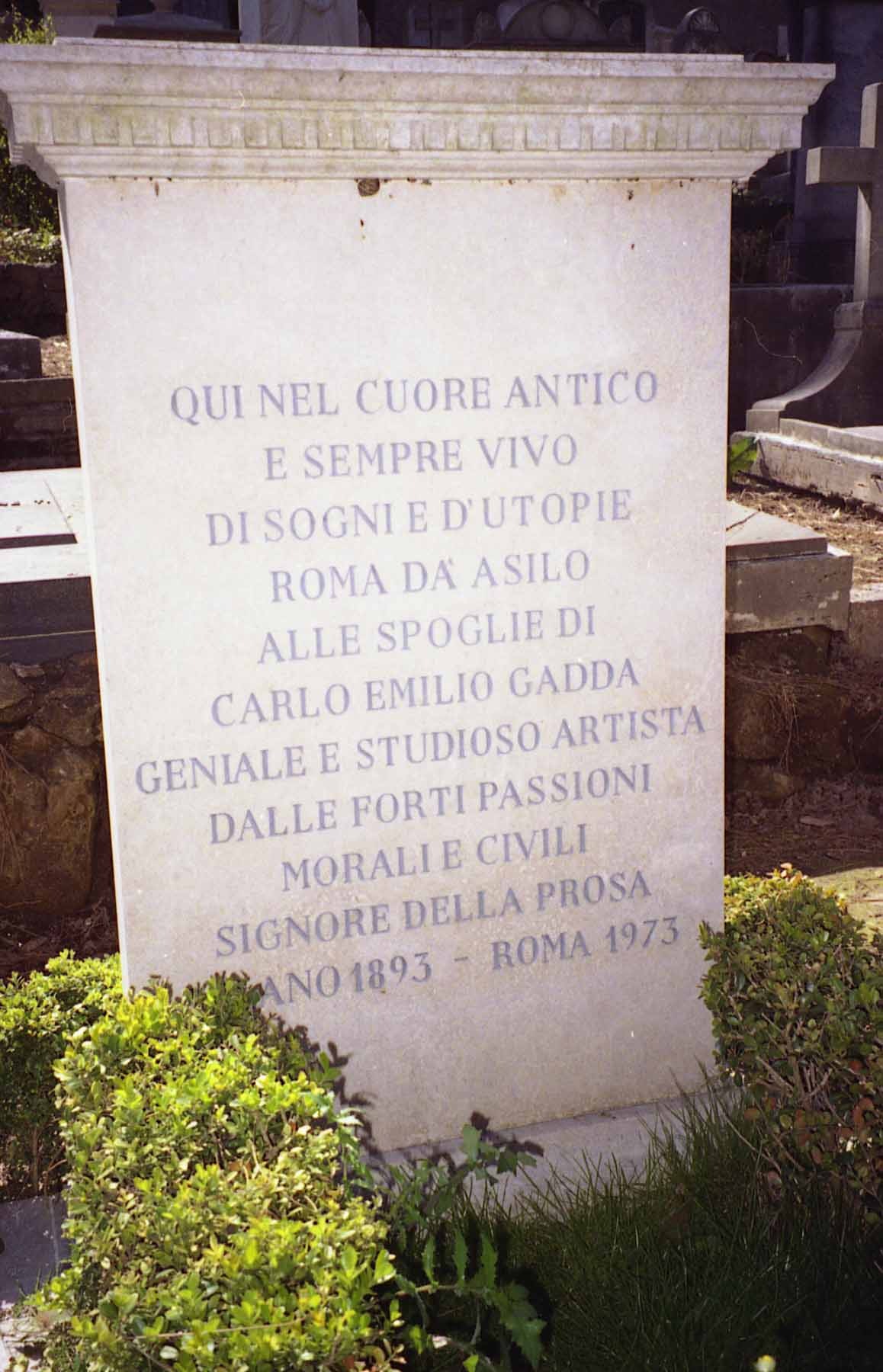
Grób Carla Emilia Gaddy na cmentarzu protestanckim w Rzymie

Carlo Emilio Gadda (ur. 14 maja 1893 w Mediolanie, zm. 21 listopada 1973 w Rzymie) – włoski pisarz i poeta.
Należy do językowych nowatorów. Pisał standardowym przedwojennym językiem włoskim, do którego dodawał elementy dialektalne i żargonowe. W podobnym stylu tworzył Tommaso Landolfi.
W Polsce Państwowy Instytut Wydawniczy wydał dwie powieści i zbiór opowiadań, ponadto utwory Gaddy ukazały się w „Literaturze na Świecie”, w numerach 1/1974 (33), 1-2/1994 (270-271) oraz 1-2/2013 (498-499) w tłumaczeniu Anny Wasilewskiej i Haliny Kralowej.

## Literatura
- La madonna dei filosofi (1931)
- Il castello di Udine (1934)
- Le meraviglie d’Italia (1939)
- Gli anni (1943)
- L’Adalgisa (1944, short stories)
- Il primo libro delle favole (1952)
- Novelle dal ducato in fiamme (1953)
- I sogni e la folgore (1955)
- Giornale di guerra e di prigionia (1955)
- Quer pasticciaccio brutto de via Merulana (1957)
- I viaggi e la morte (1958)
- Verso la Certosa (1961)
- Accoppiamenti giudiziosi (1963)
- La cognizione del dolore (1963)
- I Luigi di Francia (1964)
- Eros e Priapo (1967)
- La meccanica (1970)
- Novella seconda (1971)
- Meditazione milanese (1974)
- Le bizze del capitano in congedo (1981)
- Il palazzo degli ori (1983)
- Racconto italiano di ignoto del novecento (1983)
- Azoto e altri scritti di divulgazione scientifica (1986)
- Taccuino di Caporetto (1991)
- Opere (1988-93)

## Polskie wydania
- Pożar na ulicy Keplera (PIW, 1974) – wybór opowiadań
- Poznawanie cierpienia (PIW, 1980, 2016) – La cognizione del dolore
- Niezły pasztet na via Merulana (PIW, 2018) – Quer pasticciaccio brutto de via Merulana
- „Literatura na Świecie” nr 1/1974 (33), 1-2/1994 (270-271), 1-2/2013 (498-499)